# Optomerus bispeculifer
Optomerus bispeculifer là một loài bọ cánh cứng trong họ Cerambycidae.